# Matheson Lang
Matheson Lang (Montréal, 15 maggio 1879 – Bridgetown, 11 aprile 1948) è stato un attore e drammaturgo canadese.
Matheson Alexander Lang, attore teatrale e cinematografico e autore teatrale, è noto soprattutto come attore shakespeariano.
Nato a Montréal, in Canada, figlio di un pastore di origine scozzese, debuttò in teatro nel 1897. Divenuto famoso per le sue interpretazioni dei ruoli shakespeariani, recitò anche nei lavori teatrali di Ibsen e George Bernard Shaw. Lavorò con importanti compagnie, come quelle di Frank Benson, Lillie Langtry ed Ellen Terry.
Nel 1903, sposò l'attrice Nellie Hutin Britton, ed insieme formarono una compagnia che si esibì in tournée in India, Sudafrica e Australia negli anni 1910-13, soprattutto con messinscene shakespeariane. Nel 1913 Lang tornò in Inghilterra e creò uno dei suoi più famosi personaggi, Mr. Wu, che poi riprese nel 1919 nel film omonimo. L'identificazione col personaggio era così forte che nel 1940 intitolò le sue memorie Mr. Wu Looks Back.
Nel 1916 Lang interpretò Shylock nel film Il mercante di Venezia. Apparve in oltre trenta film e divenne una delle maggiori star del cinema britannico degli anni venti.
Fu anche autore di lavori teatrali, fra cui Carnival (1919) e The Purple Mask (1920), entrambi messi in scena a Broadway.
Morì a Bridgetown, Barbados, all'età di 68 anni.

## Filmografia
- Carnival, regia di Harley Knoles (1921)
- The Wandering Jew, regia di Maurice Elvey (1923)
- The Cardinal, regia di Sinclair Hill (1936)